# Бьянко, Бартоломео
Бартоломео Бьянко (итал. Bartolomeo Bianco); 1590, Кольдрерио (Тичино — 29 июня 1656, Генуя) — итальянский архитектор, последователь Галеаццо Алесси, создатель особого течения генуэзского барокко в архитектуре.

## Биография
Бартоломео Бьянко был родом из Тичино, или Тессинского кантона итальянской Швейцарии, региона, который дал миру много умелых мастеров-каменщиков и известных архитекторов.
Уроженец городка Кольдрерио, он переехал в Геную в молодом возрасте вместе с отцом, Чиприано Бьянко, занятым в лигурийской столице работами для местного монастыря августинцев в районе Кастеллетто.
Творчество Бьянко развивалось в основном в Генуе. Знатная семья Бальби заказала ему проектирование и строительство новой дороги, сегодняшней Виа Бальби, тем самым улучшив дорожную сеть между генуэзским портом и бывшими западными воротами Сан-Томмазо. Из новых дорожных работ, начиная с 1618 года, впоследствии был создан район с семью дворцами, принадлежащими семье Бальби, и другими постройками.
Для Джованни Агостино Бальби в 1618 году архитектор выполнил проект дворца Дураццо-Паллавичини (не путать с Виллой Дураццо-Паллавичини), которому особый сценографический эффект придают два больших крыла по краям фасада (последний структурно переработан в 1780 году Эмануэле Андреа Тальяфичи) и парадная лестница дворца, оформленная колоннами, поднятыми на высокие цоколи. Между 1616 и 1620 годами в Палаццо Бальби-Сенарега Бьянко создал двойной «благородный этаж» (piano nobile) для братьев Джакомо и Панталео Бальби.
В 1626 году Бартоломео Бьянко был назначен координатором и руководителем проекта «Новые стены Генуи» (Mura Nuove di Genova), завершенного в 1633 году под руководством Ансальдо Де Мари и Винченцо Макулано. Три года спустя, в 1629 году, после открытия нынешней Виа Бальби, он сотрудничал в проектировании новой церкви Санти-Витторе-е-Карло для монастыря босых кармелитов.
В 1634 году, после соглашений, заключенных в 1630 году между Стефано Бальби и отцами-иезуитами, начались работы по строительству нового иезуитского колледжа в Генуе, который считается наиболее выдающимся произведением архитектора. По мнению специалистов, Бартоломео Бьянко в этой постройке был вдохновлен мастерством Джованни Понцелло, автора Палаццо Дориа-Турси (резиденция ратуши) знаменитого квартала улицы «Ле-Страде-Нуове» в этом городе, который вошёл в историю архитектуры под названием Палацци-деи-Ролли (итал. Palazzi dei Rolli — «Дворцы по спискам»).
Колледж иезуитов позднее станет резиденцией юридического факультета Генуэзского университета. Парадная лестница здания Университета в «два света» со скульптурами львов прочно вошла в историю архитектуры стиля барокко. Она является развитием новаций, которые привнёс в архитектуру северной Италии Галеаццо Алесси. Как и лестницу Королевского дворца в Казерте, лестницу Генуэзского университета считают одним из прототипов Иорданской лестницы Зимнего дворца в Санкт-Петербурге.
Между 1629 и 1630 годами по заказу маркизов Костагута, благородной семьи из Кьявари, архитектор Бартоломео Бьянко проектировал Палаццо Рокка, который стал собственностью муниципалитета Кьявари в 1912 году и в настоящее время является резиденцией Археологического музея предыстории и протоистории.
Архитектор скончался в Генуе в 1656 году. Его сын, Джованни Баттиста Бьянко, был скромным скульптором, автором, в частности, бронзовой группы Мадонны в окружении ангелов на главном алтаре собора Сан-Лоренцо.

## Галерея
- Палаццо Дураццо-Паллавичини в Генуе. Проект 1618 г.
- Парадная лестница палаццо. Открытка 1901 г.
- Лоджия Палаццо Дураццо-Паллавичини
- Палаццо Рокка-а-Кьявари
- Палаццо Бальби-Сенарега. 1634—1640 (Факультет литературы Генуэзского университета)
- Парадная лестница здания Университета в Генуе (ранее колледж иезуитов). 1634—1640. Фотография 1880-х гг.
- Скульптура льва лестницы Университета
- Лестница кортиле (университетского дворика)
- Кортиле (двор)
- Фасады двора
- Актовый зал
- Вход в университетскую библиотеку
- Университетская церковь